# Nemacheilus paucimaculatus
Nemacheilus paucimaculatus és una espècie de peix de la família dels balitòrids i de l'ordre dels cipriniformes.

## Morfologia
- Fa 6,2 cm de llargària màxima.
- 13-14 radis tous a l'aleta dorsal i 8 a l'anal.
- Es distingeix de totes les altres espècies del gènere Nemacheilus (llevat de Nemacheilus arenicolus) pel seu patró de color, el qual consisteix en 8-10 taques de color marró fosc (cada una més gran que la mida dels ulls) al llarg de la línia mitjana lateral (les altres espècies en tenen entre 10 i 19).
- Es diferencia de Nemacheilus arenicolus per la presència d'una taca fosca en els primers radis de l'aleta dorsal i d'escates a tot el cos (N. arenicolus no té l'esmentada taca i només té unes poques fileres d'escates al llarg de la línia lateral a la part anterior del cos).[2][4]

## Hàbitat i distribució geogràfica
És un peix d'aigua dolça, bentopelàgic i de clima tropical (3°N-2°N, 103°E-104°E), el qual viu als rius Langat i Muar als estats de Johor, Selangor i Negeri Sembilan al sud de la península de Malaca.

## Observacions
És inofensiu per als humans.